# Samoa Broadcasting Corporation
Samoa Broadcasting Corporation, nota anche con l'acronimo SBC, era l'ente radiotelevisivo pubblico delle Samoa. Trasmetteva dalla capitale Apia in samoano e in inglese.
Samoa Quality Broadcasting Limited, nota anche con l'acronimo SQBL, è la società che gestisce il canale televisivo TV1 e che ha sostituito Samoa Broadcasting Corporation in ambito televisivo nelle Samoa. Trasmette dalla capitale Apia in samoano e in inglese.

## Storia
La radio debuttò nelle Samoa nel 1948 con Radio 2AP, quando le isole erano ancora il protettorato neozelandese
delle Samoa Occidentali (le Samoa Orientali erano e sono tuttora un territorio degli Stati Uniti); la gestione dell'emittente radiofonica era posta sotto amministrazione dell'allora Western Samoa Broadcasting Department (WSBD).
Il 1º gennaio 1962 il Paese dichiarò la propria indipendenza ma la televisione nazionale esordì solamente nel 1993 con il canale Televise Samoa.
Nel 2003 un decreto del Parlamento pose fine alla vecchia WSBD rimpiazzandola con la Samoa Broadcasting Corporation (SBC) e riunendo radio e televisione sotto l'amministrazione di un unico ente; Televise Samoa fu contestualmente rinominata "SBC1" e Radio 2AP fu rinominata "SBC Radio 1"; in seguito fu anche aperta una seconda stazione radio dal nome di SBC Radio FM: la prima fu destinata ai programmi in samoano e la seconda a quelli in inglese.
Tra i più grandi progetti dall'azienda nella sua breve vita come SBC, vi furono la copertura televisiva internazionale dei funerali di stato del re samoano Malietoa Tanumafili II, in collaborazione con TVNZ Pacific News Service, Maori TV e TV3 Samoa, e la prima trasmissione in diretta dei 
Giochi del Pacifico ad Apia nel 2007.
Nel 2008 il governo decise di privatizzare la rete televisiva mantenendo pubbliche sia SBC Radio 1 (in AM) che SBC FM (in FM).
Gli acquirenti del canale furono alcuni membri dello staff di SBC, tra i quali l'amministratore delegato Galumalemana Faiasea Matafeo, che dettero vita ad una società a responsabilità limitata: la Samoa Quality Broadcasting Limited (SQBL). 
SQBL prese in affitto da SBC sia le frequenze che gli studi siti nella capitale e rinominò l'emittente "TV1".
TV1 è il canale maggiormente seguito nelle Samoa; mantiene un palinsesto generalista e continua anche a proporre alcuni dei programmi di maggiore successo di SBC1, come Tala Fou (un notiziario), Lali (un rubrica d'informazione), Starsearch (una competizione canora), Vaa o Manu (un talk show che verte su argomenti religiosi) e Faleula o Samoa (un altro talk show ma dedicato alla cultura). Inoltre, replica il notiziario della neozelandese TVNZ e si distingue trasmette vari eventi sportivi in diretta.
Il 31 dicembre 2020 la TV samoana ha completato il passaggio alla tecnologia digitale terrestre.

## Programmi di TV1
- Tala Fou, notiziario;
- Lali, rubrica d'informazione;
- Starsearch, competizione canora;
- Vaa o Manu, talk show su argomenti religiosi;
- Faleula o Samoa, talk show sulla cultura.

## Servizi

### Televisione
- TV1, canale televisivo generalista precedentemente noto come "SBC1" e prima ancora come "Televise Samoa";

### Radio
- SBC Radio1, stazione radiofonica generalista precedentemente nota come Radio 2AP, trasmette in lingua samoana;
- SBC Radio FM, stazione radiofonica generalista, trasmette in lingua inglese.

## Ricezione

### Digitale terrestre
TV1 è diffusa in standard DVB-T HD sul digitale terrestre.

### Streaming
TV1 Samoa è disponibile in streaming.